# Margherita di Baviera (marchesa di Mantova)
Margherita di Baviera (Monaco di Baviera, 1º gennaio 1442 – Mantova, 14 ottobre 1479) è stata una principessa di Baviera-Monaco e marchesa consorte di Mantova.

## Biografia
Margherita era figlia del Duca Alberto III di Baviera (1401–1460) e di sua moglie Anna (1420–1474), figlia del Duca Erich I di Braunschweig-Grubenhagen.
Il 10 maggio 1463 sposò a Mantova il Marchese Federico I Gonzaga (1441–1484), che ella, nonostante la sua deformità fisica - aveva una gobba - amò e stimò, sapendo anche elogiarne le qualità morali. Il legame matrimoniale contribuì inoltre ad intensificare i rapporti commerciali tra i due Stati. Secondo il cronista dell'epoca Andrea da Schivenoglia, al suo arrivo in Italia Margherita non conosceva l'italiano, non sapeva leggere, ed era accompagnata da dignitari che suscitavano stupore nei mantovani per "lo male vivere", l'apparente mancanza di agi. La corte mantovana era dominata dalla suocera di Margherita, Barbara di Brandeburgo, e Margherita dimostrò di possedere tatto sufficiente, ad evitare situazioni spiacevoli nei suoi rapporti con lei.
Margherita divenne ufficialmente signora di Mantova nel 1478 alla morte del suocero Ludovico III, quando Margherita aveva 36 anni ed era madre di sei figli. Fu reggente a partire nella primavera-estate del 1479 quando Federico I guidò le proprie truppe contro quelle papali e aragonesi. Tuttavia nell'estate dello stesso anno, durante la lontananza del marito, la sua salute peggiorò. La notizia della sua morte venne data per lettera al marito Federico dalla propria madre Barbara. Margherita fu sepolta nella Chiesa di Sant'Andrea di Mantova.

## Discendenza
Dal suo matrimonio con Federico nacquero i seguenti figli:
- Francesco II (1466 – 1519), futuro marchese di Mantova;
- Sigismondo (1469 - 1523), cardinale dal 1505, vescovo di Mantova dal 1511;
- Giovanni (1474 – 1525), marchese di Vescovado;
- Chiara (1464 - 1503), andata in sposa a Gilberto di Borbone, conte di Montpensier;
- Maddalena (†1490), andata in sposa a Giovanni Sforza, signore di Pesaro;
- Elisabetta (ca 1471 - 1526), andata sposa a Guidobaldo da Montefeltro, duca di Urbino.

## Ascendenza
|                                     |                                    |                                    | Genitori                            |  |  | Nonni |  |  | Bisnonni               |  |  | Trisnonni             |  |
|                                     |                                    |                                    |                                     |  |  |       |  |  | Giovanni II di Baviera |  |  | Stefano II di Baviera |  |
|                                     |                                    |                                    |                                     |  |  |       |  |  | Giovanni II di Baviera |  |  | Stefano II di Baviera |  |
|                                     |                                    | Isabella di Sicilia                |                                     |  |  |       |  |  | Giovanni II di Baviera |  |  |                       |  |
| Ernesto di Baviera                  |                                    |                                    |                                     |  |  |       |  |  | Giovanni II di Baviera |  |  |                       |  |
|                                     |                                    | Caterina di Gorizia                | Mainardo VI di Gorizia              |  |  |       |  |  |                        |  |  |                       |  |
|                                     |                                    | Caterina di Gorizia                | Mainardo VI di Gorizia              |  |  |       |  |  |                        |  |  |                       |  |
|                                     |                                    | Caterina di Gorizia                | Caterina di Pfannenberg             |  |  |       |  |  |                        |  |  |                       |  |
| Alberto III di Baviera              |                                    | Caterina di Gorizia                |                                     |  |  |       |  |  |                        |  |  |                       |  |
|                                     |                                    | Bernabò Visconti                   | Stefano Visconti                    |  |  |       |  |  |                        |  |  |                       |  |
|                                     |                                    | Bernabò Visconti                   | Stefano Visconti                    |  |  |       |  |  |                        |  |  |                       |  |
|                                     |                                    | Bernabò Visconti                   | Valentina Doria                     |  |  |       |  |  |                        |  |  |                       |  |
| Elisabetta Visconti                 |                                    | Bernabò Visconti                   |                                     |  |  |       |  |  |                        |  |  |                       |  |
|                                     |                                    | Regina della Scala                 | Mastino II della Scala              |  |  |       |  |  |                        |  |  |                       |  |
|                                     |                                    | Regina della Scala                 | Mastino II della Scala              |  |  |       |  |  |                        |  |  |                       |  |
|                                     |                                    | Regina della Scala                 | Taddea da Carrara                   |  |  |       |  |  |                        |  |  |                       |  |
| Margherita di Baviera               |                                    | Regina della Scala                 |                                     |  |  |       |  |  |                        |  |  |                       |  |
|                                     | Alberto I di Brunswick-Grubenhagen | Ernesto I di Brunswick-Grubenhagen |                                     |  |  |       |  |  |                        |  |  |                       |  |
|                                     | Alberto I di Brunswick-Grubenhagen | Ernesto I di Brunswick-Grubenhagen |                                     |  |  |       |  |  |                        |  |  |                       |  |
|                                     | Alberto I di Brunswick-Grubenhagen | Adelaide di Everstein-Polle        |                                     |  |  |       |  |  |                        |  |  |                       |  |
| Erich I di Braunschweig-Grubenhagen | Alberto I di Brunswick-Grubenhagen |                                    |                                     |  |  |       |  |  |                        |  |  |                       |  |
|                                     |                                    | Agnese di Brunswick                | Magnus II di Brunswick-Wolfenbüttel |  |  |       |  |  |                        |  |  |                       |  |
|                                     |                                    | Agnese di Brunswick                | Magnus II di Brunswick-Wolfenbüttel |  |  |       |  |  |                        |  |  |                       |  |
|                                     |                                    | Agnese di Brunswick                | Caterina di Anhalt-Bernburg         |  |  |       |  |  |                        |  |  |                       |  |
| Anna di Braunschweig-Grubenhagen    |                                    | Agnese di Brunswick                |                                     |  |  |       |  |  |                        |  |  |                       |  |
|                                     |                                    | Ottone I di Brunswick-Göttingen    | Ernesto I di Brunswick-Göttingen    |  |  |       |  |  |                        |  |  |                       |  |
|                                     |                                    | Ottone I di Brunswick-Göttingen    | Ernesto I di Brunswick-Göttingen    |  |  |       |  |  |                        |  |  |                       |  |
|                                     |                                    | Ottone I di Brunswick-Göttingen    | Elisabetta d'Assia                  |  |  |       |  |  |                        |  |  |                       |  |
| Elisabetta di Brunswick-Göttingen   |                                    | Ottone I di Brunswick-Göttingen    |                                     |  |  |       |  |  |                        |  |  |                       |  |
|                                     |                                    | Margherita di Berg                 | Guglielmo II di Berg                |  |  |       |  |  |                        |  |  |                       |  |
|                                     |                                    | Margherita di Berg                 | Guglielmo II di Berg                |  |  |       |  |  |                        |  |  |                       |  |
|                                     |                                    | Margherita di Berg                 | Anna del Palatinato                 |  |  |       |  |  |                        |  |  |                       |  |
|                                     |                                    | Margherita di Berg                 |                                     |  |  |       |  |  |                        |  |  |                       |  |